# 西形浩和
西形 浩和（にしがた ひろかず、1972年6月15日 - ）は、静岡県出身のサッカー指導者。

## 来歴
福岡大学大学院ではコーチ学を専攻し、2004年からは大分トリニータのフィジカルアシスタントコーチに就任。2006年に湘南ベルマーレへ移り、育成部やフットサルクラブでフィジカルコーチを務めた。2012年よりトップチームのS&Cコーチに就任。

## 学歴
- 1988年 - 1990年 静岡県立藤枝東高等学校
- 1991年 - 1994年 愛知学院大学
- 1999年 - 2001年 福岡大学大学院

## 指導歴
- 2001年 - 2003年 福岡大学サッカー部 フィジカルコーチ
- 2004年 - 2005年  大分トリニータ
  - 2004年 トップチーム フィジカルアシスタントコーチ
  - 2004年 - 2005年 ユース フィジカルコーチ
- 2006年 - 2012年  湘南ベルマーレ
  - 2006年 - 2008年 育成部 フィジカルコーチ
  - 2009年 - 2011年 スポーツクラブ フィットネスコーディネーター
  - 2010年 - 2011年 フットサルクラブ フィジカルコーチ
  - 2012年 トップチーム S&Cコーチ
- 2013年  済州ユナイテッドFC フィジカルコーチ
- 2015年[3] - 2018年  ベガルタ仙台 フィジカルコーチ
- 2019年[4] - 2020年  東京ヴェルディ フィジカルコーチ
- 2021年[5] -  京都サンガF.C. フィジカルコーチ